# Rozwadów (Stalowa Wola)
Rozwadów (jid. ראָזוועדאָוו–Rozvedov) – osiedle w północnej części Stalowej Woli, w latach 1693–1973 samodzielne miasto. Dawniej duży węzeł kolejowy. Od 9 grudnia 1973 roku jest osiedlem miasta Stalowa Wola (wcześniej należał do powiatu tarnobrzeskiego).

## Historia
Miasto, założone w 1690 roku, na mocy przywileju lokacyjnego króla Jana III Sobieskiego. Pierwotnie należało do Gabriela Rozwadowskiego. W 1723 roku, na mocy kupna dokonanego przez Jerzego Ignacego Lubomirskiego, Rozwadów stał się na ponad 200 lat własnością najmłodszej linii książąt Lubomirskich (linia rzeszowsko-rozwadowska). W 1740 roku Jerzy Ignacy Lubomirski ufundował w Rozwadowie klasztor o.o. kapucynów, który istnieje do dziś. W tym też czasie, nastąpił największy rozwój gospodarczy i kulturalny, zarówno samego miasta, jak i przyległych do niego miejscowości. Lubomirski poczynił bowiem szereg inwestycji, które podniosły rangę i prestiż miasta. Dzięki niemu Rozwadów uzyskał w 1744 roku przywilej targowy na odbywanie cotygodniowych jarmarków w czwartki i niedziele. Pociągnęło to za sobą ożywienie gospodarcze w zakresie rodzimego rzemiosła i handlu. W konsekwencji Rozwadów zyskał jeszcze w czasach przedrozbiorowych rangę prężnego targowiska o szerokich kontaktach z Warszawą i Gdańskiem.
Po I rozbiorze Polski w roku 1772 Rozwadów znalazł się pod zaborem austriackim. Od 1782 r. należał do cyrkułu rzeszowskiego. W wydanej w roku 1786 „Geografii (...) Galicyi i Lodomeryi” autorstwa hrabiego Ewarysta Andrzeja Kuropatnickiego czytamy o Rozwadowie: Miasto nad sanem, na przedmieściu którego pod lasem na mil kilka rozciągłym kościół i klasztor XX. Kapucynów. Z drugiej strony miasta dom mieszkalny dziedzica JO. xięcia JMci Franciszka Lubomirskiego, arcypodkomorzego Galicyi. W mieście parochialny kościół, którego jest proboszczem JX. Mussakowski, kanonik katedralny kamieniecki, brat rodzony JO. xiężnej Jejmości, prałat nieoszacowanych przymiotów. 1854–1867 siedziba Bezirk Rozwadów.
Drewniana zabudowa miasta była niszczona ciągłymi pożarami. W czasie wielkiego pożaru, który nawiedził Rozwadów w roku 1801, uległa częściowemu zniszczeniu m.in. pierwsza drewniana rozwadowska fara. W czerwcu 1882 wybuchł kolejny pożar, który zniszczył stronę zachodnią i północną miasta, całą ulicę Charzewską oraz połowę wsi Charzewice. Spłonęły wtedy m.in. sąd powiatowy, bożnica, mieszkanie rabina.
Obecna murowana zabudowa pochodzi z roku 1904, kiedy to po ostatnim pożarze wybudowano większość budynków, m.in. kościół parafialny z okazałą wieżą, budynek sądu, poczty i Towarzystwa „Sokół”. Na rynku stanęły murowane domki parterowe i piętrowe, kryte blachą i dachówką. W rynku i na głównych ulicach ułożono chodniki.
Na rynku stał murowany ratusz, spalony podczas II wojny światowej, przez wycofujące się wojska niemieckie, mieściło się w nim wiele urzędów i sklepów. Ratusz nie został już odbudowany.

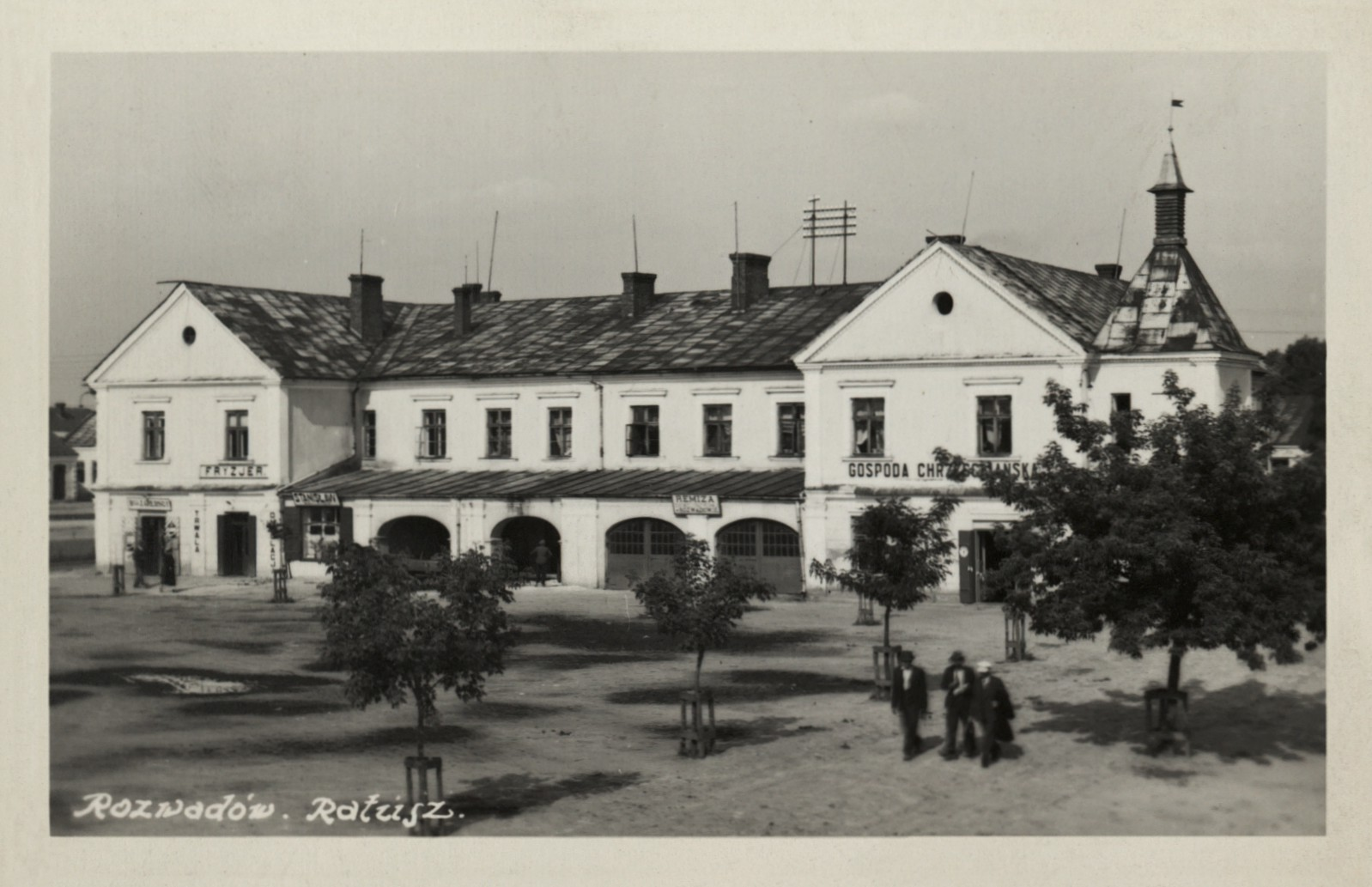
Rozwadów – Ratusz
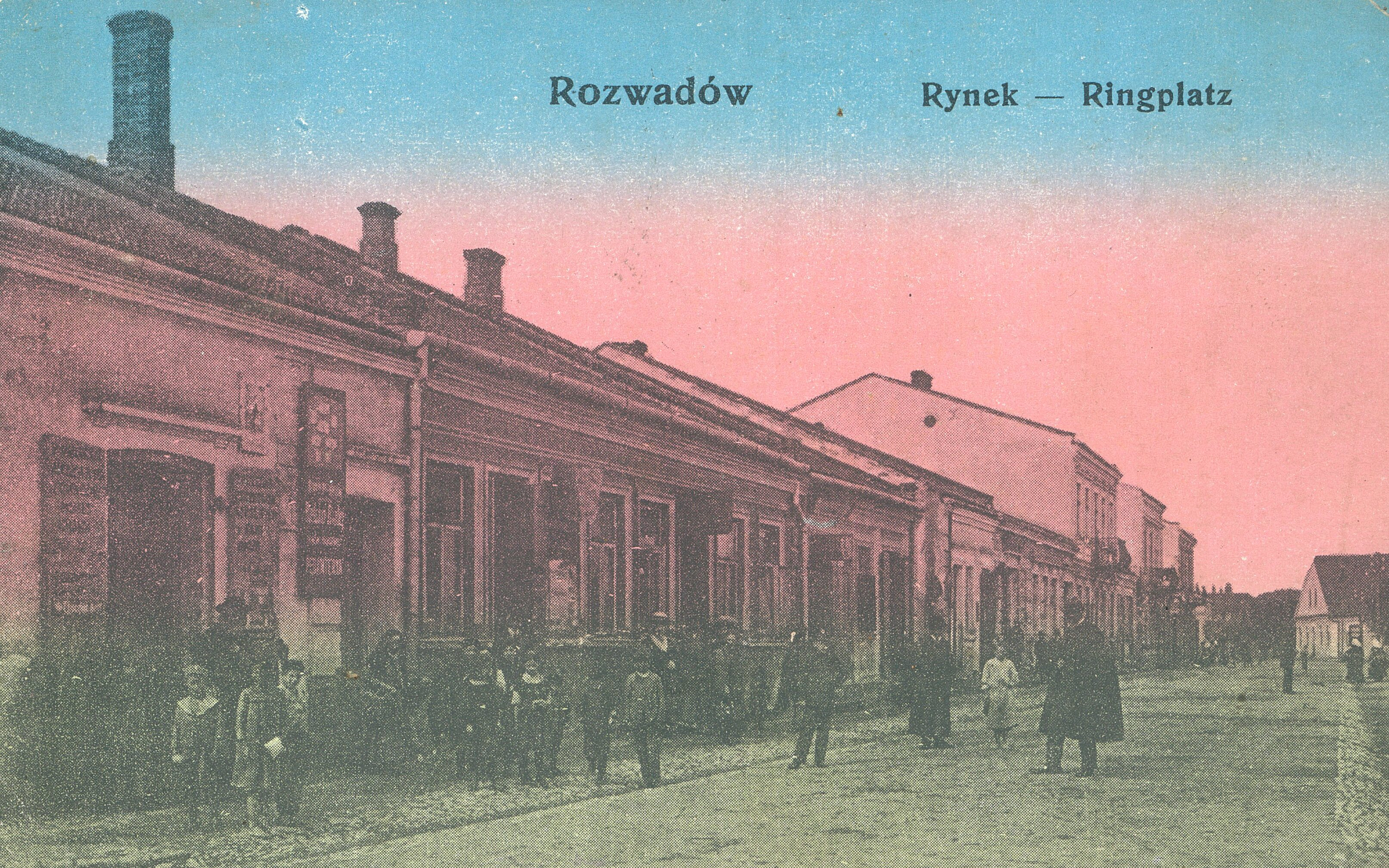
Rynek, 1915
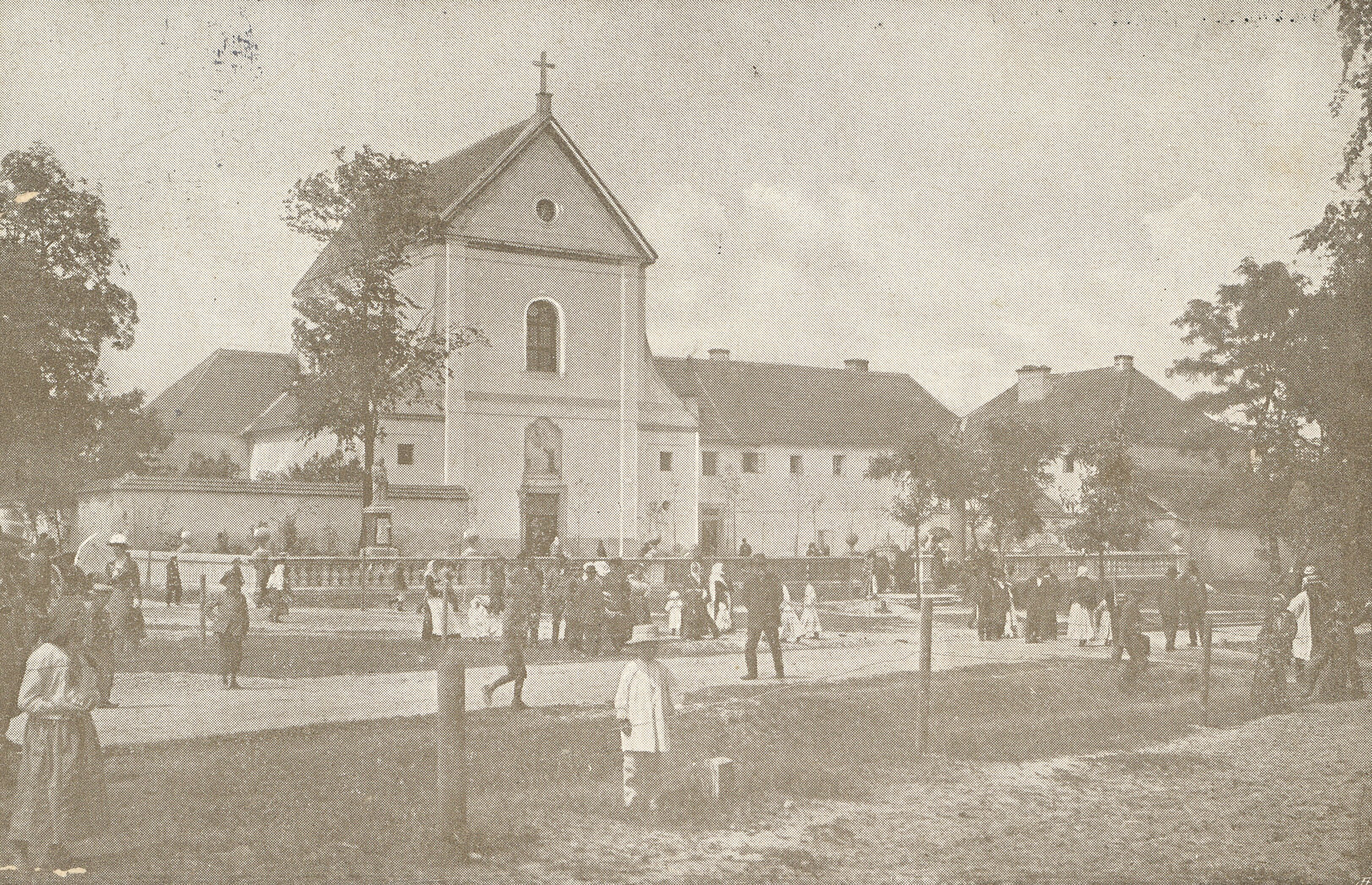
Klasztor kapucynów, 1933

W 1875 urodził się i pierwsze 10 lat życia spędził w Rozwadowie Alfons Karpiński, jeden ze znanych malarzy Młodej Polski. Jego ojciec był miejscowym sędzią.
W 1887 do Rozwadowa doprowadzono linę kolejową – połączenie z Dębicą. W roku 1889 Rozwadów otrzymał drugie połączenie kolejowe – z Przeworskiem, a tym samym możliwość podróży do Przemyśla czy Lwowa. Połączenie zaś z Lublinem Rozwadów otrzymał dopiero w roku 1914, po wybudowaniu linii kolejowej przez Rosjan. Wkrótce miasto stało się ważnym węzłem kolejowym, a kolejarze elitą mieszkańców, tu wszystko związane było z koleją, a o mieście mówiono „kolejarski Rozwadów”.
22 sierpnia 1896 urodził się tu Bronisław Marian Jakubowski – kapitan piechoty Wojska Polskiego, kawaler Krzyża Walecznych, ofiara zbrodni katyńskiej.
W czasie I wojny światowej Rozwadów został znacznie zniszczony wskutek ostrzału zza Sanu przez wojska rosyjskie, w czasie walk pozycyjnych z wojskami austriackimi.
W 1927 roku w Rozwadowie powstał Bank Ludowy. W 1943 roku jego nazwę zmieniono na Bank Spółdzielczy, w 1950 roku na Gminną Kasę Spółdzielczą, a w 1956 roku na Kasę Spółdzielczą. W 1961 roku wrócono do nazwy Bank Spółdzielczy. W 2011 roku nazwę zmieniono na Nadsański Bank Spółdzielczy.

## Okupacja niemiecka (1939–1944)
W 1943 została utworzona baza Kedywu w budynku przedwojennego kina Polonia przy ul. Strzeleckiej 24 (obecnie ul. Stanisława Bełżyńskiego). Dowódcą został mianowany pchor. rez. Stanisław Bełżyński pseudonim „Kret”. Placówka istniała do 18 maja 1944, gdy Gestapo odkryło siedzibę Kedywu, a w trakcie próby aresztowania Bełżyński zginął.
19 października 1943 Niemcy rozstrzelali 65 zakładników przy ul. Rozwadowskiej na tzw. „Dołach” blisko cmentarza, w odwecie za zlikwidowanie przez żołnierzy podziemia niemieckiego posterunku policji i jego komendanta, volksdeutscha Alberta Alschera we Wrzawach (przed podpisaniem volkslisty nazywał się Alfred Olszewski). Ofiary egzekucji były przywiezione z więzień w Krakowie, Jaśle, Tarnowie, Rzeszowie i Mielcu. W 1977 roku na miejscu zbrodni postawiono pomnik projektu Andrzeja Pasiciela z Rozwadowa.

Doktor Eugeniusz Łazowski w czasie II wojny stworzył fikcyjną epidemię tyfusu plamistego, w obawie przed którą Niemcy objęli okolice Rozwadowa kwarantanną. Z tego faktu powstał mit o uratowaniu 8 tysięcy Żydów, przez lekarza Łazowskiego i jego przyjaciela. 

Tutaj utrwaliły się nieprawdziwe zgoła informacje o uratowaniu kilku tysięcy Żydów przez lekarza Łazowskiego i jego przyjaciela. Ten cały mit powstał w Ameryce. Łazowski złożył relację nieprawdziwą. Chciał pewnie w jakiś sposób popisać się, a później nie chciał wycofać się z tej publikacji i swojej relacji, że uratował tyle tysięcy Żydów.

Po wyzwoleniu z pod okupacji niemieckiej, wiosną 1945 roku na rynku wzniesiono Pomnik Wdzięczności Armii Radzieckiej – obecnie nie istniejący.

## Archeologia
Miejsce znalezienia jednego z najstarszych napisów runicznych w Polsce i Europie w brzmieniu „KRLUS”, utrwalone na grocie włóczni pochodzącej z końca III w. n.e.

## Historia Żydów w Rozwadowie
Od początku powstania Rozwadowa byli z nim związani Żydzi, od chwili otrzymania przywileju lokacyjnego w 1690 roku, Gabriel Rozwadowski w zakładanym miasteczku osadzał starozakonnych. Aż do wybuchu II wojny światowej społeczność żydowska stanowiła znaczący odsetek liczby mieszkańców tego miasteczka.
W 1699 roku mieli już przykahałek. W 1727 roku Żydzi byli właścicielami 30 domów, istniała także, za zgodą biskupa krakowskiego synagoga. Od 1788 roku istniał cheder, a także szkoła niemiecko-żydowska. W tym okresie miejscowej wspólnocie chasydzkiej przewodniczył cadyk Jakub Izaak Horowic, następnie zastąpił go Menachem Mendel.
W roku 1826 na 700 mieszkańców Rozwadowa było 300 Żydów. W 1868 roku przewodniczącym kahału był rabin Mojżesz Hirszfeld. W tym okresie gmina posiadała: dwie synagogi, cmentarz, szkołę, oraz stowarzyszenia charytatywne. Społeczność żydowska rozwijała się w tym okresie bardzo szybko. Pod koniec XIX wieku, mieszkało w Rozwadowie już ponad 1600 Żydów. W 1894 roku, powstało Towarzystwo Kupieckie, a przewodniczył mu Ascher Rabin.

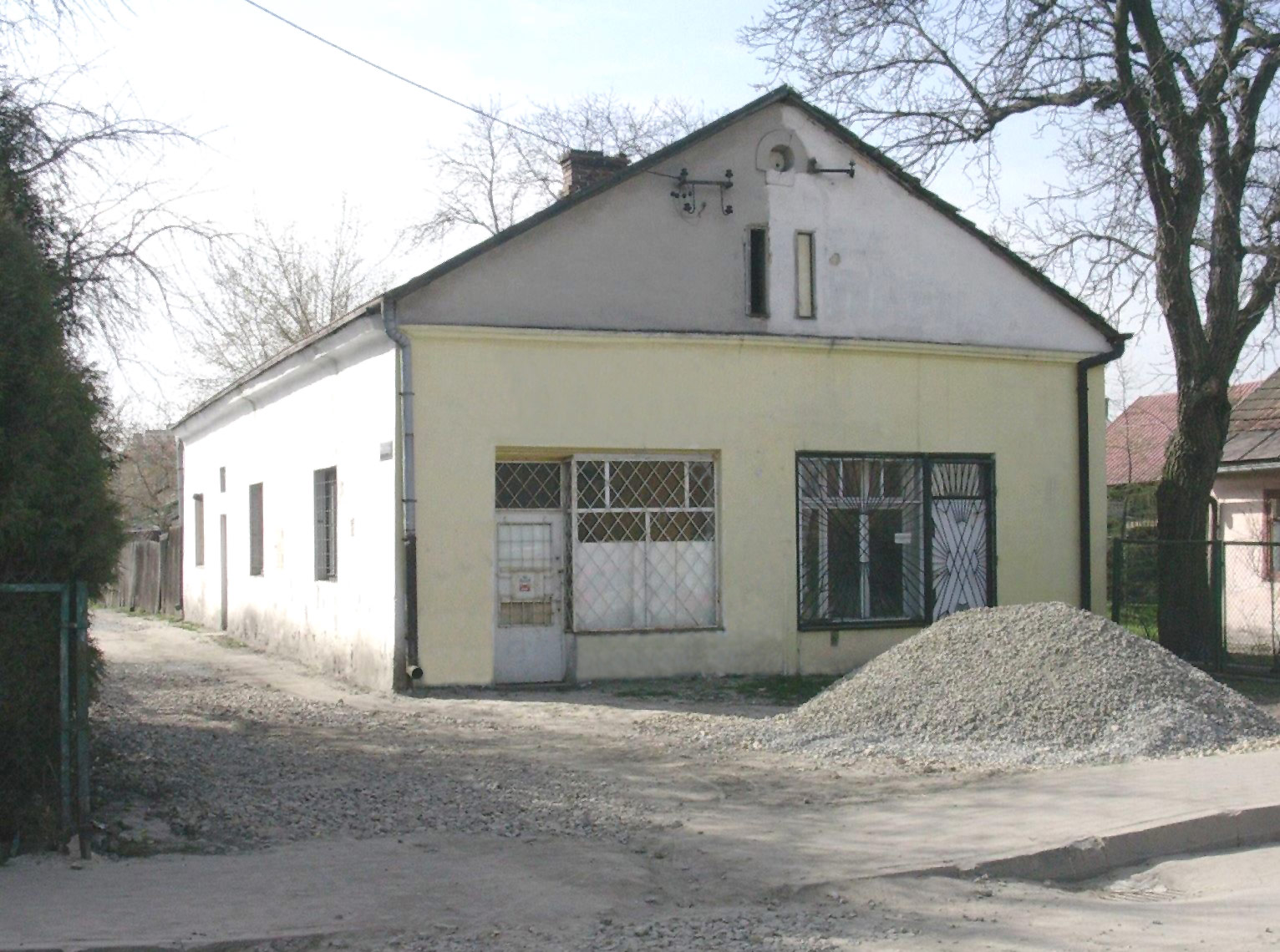
Synagoga w Rozwadowie

Około roku 1900 już ponad 70 procent ludności Rozwadowa stanowili Żydzi. Rozwadowski handel został prawie całkowicie opanowany przez Żydów, również rzemiosło i lokalny przemysł był w ich rękach. W 1910 roku powstała murowana synagoga.
Przed wybuchem I wojny światowej, Rozwadów zamieszkiwało 2600 Żydów na ogólną liczbę 3600 mieszkańców. Liczba ta do II wojny powoli się zmniejszała, w 1939 mieszkało tu ok. 1800 Żydów.
W listopadzie 1918 roku doszło w Rozwadowie do rozruchów. Trwały one kilka dni, w ich wyniku zostały splądrowane żydowskie sklepy, także niektórzy z rozwadowskich Żydów zostali ranni. Inicjatorami tych zamieszek byli chłopi z okolicznych wsi, takich jak: Turbia i Pławo, które dziś jest jedną z dzielnic miasta Stalowa Wola. Zamieszki wybuchły z powodu dnia targowego, ustalonego jeszcze w 1744, na czwartek i niedzielę. Okoliczni chłopi, jako katolicy, nie mogli handlować na targu w niedzielę, jak robili to Żydzi. W wyniku zamieszek, książę Lubomirski i rada miejska, w uzgodnieniu z Żydami (sobota to dzień świętowania dla Żydów), zmienili dzień targowy z niedzieli na sobotę. W czwartki handlowali Żydzi, a w soboty Polacy.
W okresie dwudziestolecia międzywojennego w Rozwadowie, istniały między innymi organizacje takie jak: Miejscowy Cech Rzemieślników, który zrzeszał zarówno Polaków, jak i Żydów, Stowarzyszenie Rękodzielników Żydowskich, Jad Charuzim, a także klub sportowy „Makkabi”.
Po wybuchu II wojny, część bogatych Żydów opuściła Rozwadów udając się w kierunku wschodnim, do Lwowa. Po wkroczeniu Niemców do miasta, w październiku 1939, pozostałym Żydom nakazano przejście za San, do radzieckiej strefy okupacyjnej. Część z nich zamieszkała w okolicznych miejscowościach po wschodniej stronie Sanu, m.in. w Ulanowie, Rudniku, Radomyślu nad Sanem, czy też w Zaklikowie; część udała się w kierunku Lwowa, Krakowa czy Rzeszowa. Część następnie zginęła w miejscowościach, do których się udali, z powodu mordów niemieckich, część w Związku Radzieckim, a tylko niektórym udało się wyemigrować do Ameryki, czy z armią Andersa do Izraela. W Rozwadowie zostało wówczas już tylko około 400 Żydów, a przewodniczącym Judenratu został Elizer Perlman. Większość Żydów pracowała przymusowo w stalowowolskich zakładach zbrojeniowych. 20 lipca 1942 roku pozostających w Rozwadowie Żydów, zgromadzono na Rynku i wywieziono do obozów. Szacuje się, że w czasie wojny zginęło 2/3 żydowskiej ludności, natomiast reszta wyemigrowała. W Rozwadowie mieszkał ojciec wybitnego socjologa amerykańskiego Immanuela Wallersteina.
Dzisiaj jednym z niewielu już zachowanych śladów po rozwadowskich Żydach jest synagoga przy ulicy Jagiellońskiej, która pełniła po II wojnie funkcję sklepu, piekarni, biblioteki; obecnie budynek nie jest używany. Po cmentarzu natomiast nie ma już śladu – został zniszczony przez Niemców w latach wojny podczas rozbudowy stacji kolejowej.

## Zabytki
- układ urbanistyczny z rynkiem

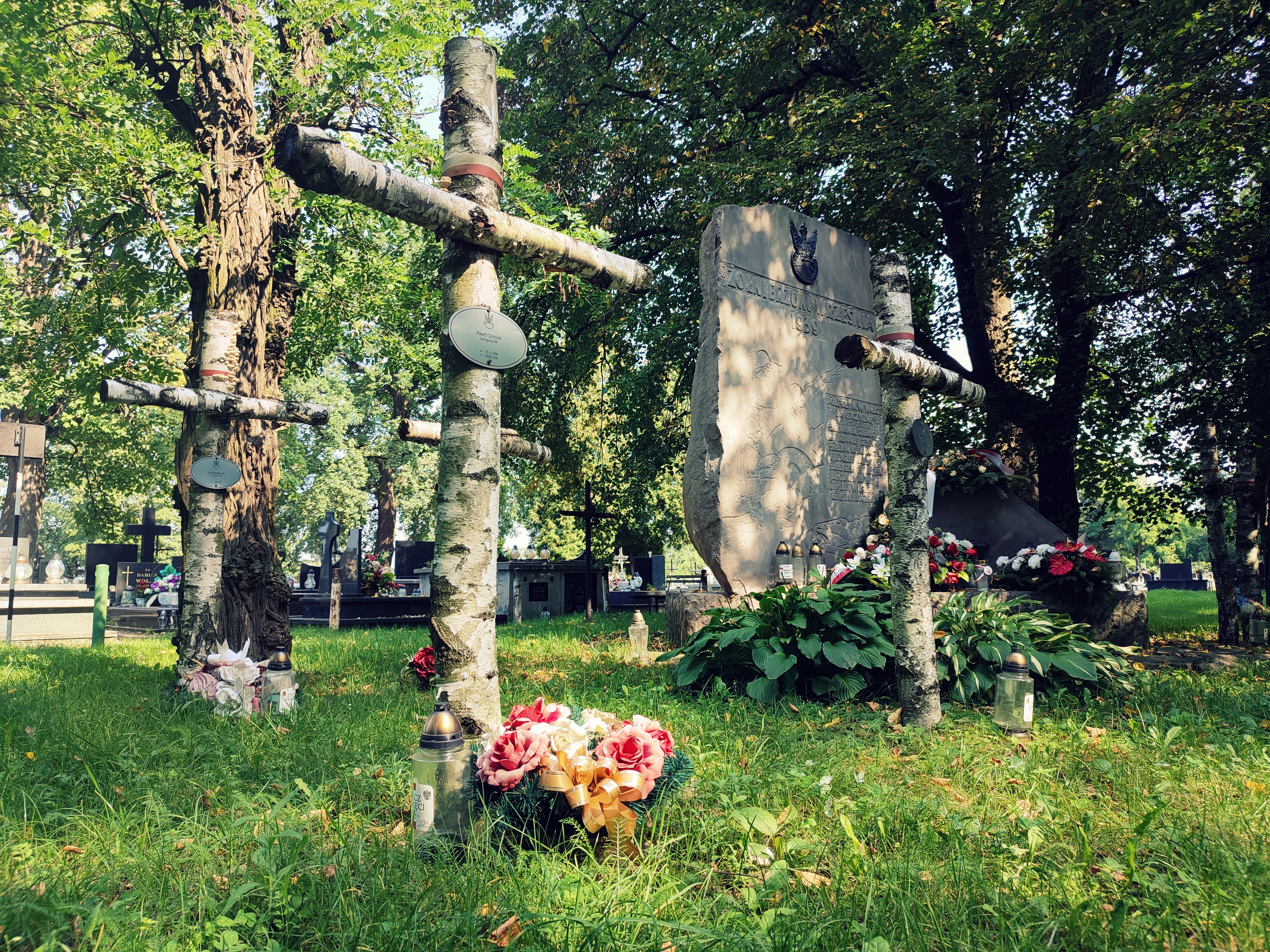
Cmentarz wojenny w Rozwadowie

- zamek Lubomirskich (ul. Sandomierska), wybudowany w latach 1782–1786, obecnie siedziba Muzeum Regionalnego w Stalowej Woli
- kompleks parkowo-leśny w Charzewicach
- kościół pw. Matki Bożej Szkaplerznej
- kościół pw. Zwiastowania Pańskiego i klasztor o.o. kapucynów
- stacja kolejowa Stalowa Wola Rozwadów
- cmentarz wojenny
- Budynek Sądu Rejonowego w Rozwadowie
- Budynek towarzystwa gimnastycznego „Sokół” w Rozwadowie

## Transport
- linie Miejskiej Komunikacji Samochodowej, jeden z przystanków znajduje się na rynku staromiejskim
- stacja Kolejowa Stalowa Wola Rozwadów
- PKS